# Coline Ballet-Baz
Coline Ballet-Baz (* 12. Juni 1992 in Fontaine-lès-Dijon) ist eine französische Freestyle-Skierin. Sie startet in den Disziplinen Slopestyle und Big Air.

## Werdegang
Ballet-Baz nimmt seit 2013 an Wettbewerben der FIS und der AFP World Tour teil. Dabei erreichte sie in der Saison 2012/13 im Slopestyle bei der SFR Tour mit dem zweiten Platz in Vars und den ersten Platz in Val Thorens ihre ersten Podestplatzierungen. Im Freestyle-Skiing-Weltcup debütierte sie im Februar 2013 in Silvaplana und belegte dabei den 17. Platz im Slopestyle. Bei der SFR Tour in Val Thorens errang sie 2014 und 2015 jeweils den zweiten Platz im Slopestyle. Im Januar 2015 wurde sie bei den Freestyle-Skiing-Weltmeisterschaften 2015 am Kreischberg Zehnte im Slopestyle. Nach Platz eins bei den Stubai Freeski Open und zugleich Europacup zu Beginn der Saison 2016/17, erreichte sie im Januar 2017 mit dem zweiten Platz auf der Seiser Alm ihre erste Podestplatzierung im Weltcup. Es folgten im Weltcup vier Top-Zehn-Platzierungen und erreichte damit den dritten Platz im Slopestyle-Weltcup. Bei den Freestyle-Skiing-Weltmeisterschaften 2017 in Sierra Nevada wurde sie Neunte im Slopestyle. Zu Beginn der Saison 2017/18 holte sie im Big Air in Mailand ihren ersten Weltcupsieg und erreichte damit den fünften Platz im Big-Air-Weltcup.